# Dalmatinski Talijani
Dalmatinski su Talijani jedna od povijesnih narodnosnih komponenata Dalmacije. 
Kroz stoljeća bili su koncentrirani u primorskim i otočnim gradovima, gdje su činili znatan dio građanskog staleža. Bili su uglavnom ribari, obrtnici, trgovci, javni službenici, odvjetnici, mornari i zemljoposjednici (jedino je na Hvaru bilo talijanskih seljaka). Njihov je tradicionalni govor mletačko-dalmatinsko narječje (el veneto-dalmata), čija je zadarska varijanta danas najvitalnija. 
Prema popisu stanovništva iz 2011. u hrvatskom dijelu Dalmacije živi 349 Talijana, a u crnogorskom njih 103 (ukupno 452). Tome treba dodati i one koji su se nakon Drugog svjetskog rata raspršili po Italiji i svijetu, a čiji je broj teško utvrditi. 

## Jezik i kultura
Autohtoni žitelji dalmatinskih otoka i gradova poput Splita, Zadra, Trogira, Dubrovnika bili su potomci rimskih kolonista i ilirskog stanovništva koje se postupno romaniziralo. Ti su dalmatinski Romani govorili lokalnim neolatinskim jezikom, dalmatskim, koji se na otoku Krku sačuvao do kraja 19. stoljeća. 
U srednjem vijeku svjedočimo postepenom prodoru Hrvata i Talijana u urbane sredine. Naime, potreba za razvijanjem političkih i gospodarskih odnosa sa selom pogodovala je intenziviranju kontakata između Romana i Hrvata. S druge strane, intenzivna trgovina s Apeninskim poluotokom i status venetskog narječja kao lingua franca u mediteranskoj trgovini i pomorstvu doprinijeli su velikoj rasprostranjenosti talijanskog jezika na cijeloj dalmatinskoj obali još u doba prije konačne afirmacije mletačke prevlasti nad većim dijelom Dalmacije u petnaestom stoljeću. Progresivno su, dakle, hrvatski i venetski dijalekti počeli dominirati u gradovima, dok je dalmatski od 13. stoljeća nadalje počeo gubiti na važnosti i nestajati. Romani su se dijelom venetizirali, a dijelom kroatizirali, čemu su najčešće kumovali mješoviti brakovi.
Zahvaljujući stalnom priljevu Talijana s Apeninskog poluotoka, kao i tradicionalnoj ukorijenjenosti venetskog narječja, dalmatinski su gradovi sačuvali svoj dvojezični karakter i nakon prestanka mletačke vladavine, tj. sve do kraja Prvog svjetskog rata. 
Godine 1921., pošto je Dalmacija (osim Zadra) pripala Kraljevini SHS, došlo je do prvog značajnog vala iseljavanja Talijana. 
Između dva rata, talijanska je manjina u jugoslavenskoj Dalmaciji imala sedam osnovnih škola (u Krku, Šibeniku, Trogiru, Splitu, Hvaru, Korčuli i Dubrovniku) i razne udruge.
Tijekom Drugog svjetskog rata i neposredno nakon njega, dolazi do drugog velikog vala iseljavanja, posebno iz Zadra, odakle je otišlo oko 20.000 žitelja. Godine 1953. zbog Tršćanske je krize zatvorena i posljednja talijanska škola u Dalmaciji (u Zadru).  
Za vrijeme socijalističke Jugoslavije malobrojno preostalo talijansko stanovništvo potpuno je utihnulo, da bi se devedesetih godina, uspostavom demokracije, reorganiziralo i osnovalo Zajednice Talijana u Zadru i Splitu (kasnije i u Hvaru i Kotoru). Godine 2013. u Zadru je započeo s radom i talijanski dječji vrtić.

## Brojčani podaci
Postoci talijanskih prezimena u nekim dalmatinskim gradovima u 19. stoljeću: 
Imotski: oko 10%;
Makarska: oko 15%;
Šibenik: 15-20% (u staroj gradskoj jezgri oko 50%); 
Omiš i otok Vis: 20-25%;
grad Rab: 25-30%;
Split: oko 30%; 
Trogir: 35-40%;
gradovi Hvar i Korčula: 40-45%;
Zadar: oko 50%.
Zbog višestoljetnog ispreplitanja hrvatskog i talijanskog elementa i mješovitih brakova, nalazimo u nekadašnjoj Dalmaciji više hrvatskih rodoljuba talijanskog prezimena (npr. Juraj i Dinko Biankini, Ivan i Vicko Garbati, Juraj Rossini, Lovro Monti, Biagio Faggioni/Vlaho Bukovac), kao i više talijanskih rodoljuba hrvatskog prezimena (npr. Roberto Ghiglianovich, Natale Krekich, Stefano Smerchinich). Iz toga je razvidna složenost i fluidnost dalmatinskih nacionalnih identiteta, koji se nisu nužno temeljili na etnicitetu, nego na pripadnosti određenom jezičnom i kulturnom krugu te osobnom izboru.
Austrijski popisi stanovništva, koji su se vodili jezičnim kriterijem, pokazuju sljedeću situaciju:
grad Krk (1880. god.): 1.541 Talijana od 1562 žitelja - 98,6%
grad Rab (1880. god.):  567 od 811 - 69,9%  
grad Pag (1880. god): 785 od 3.527 - 22,3% 
Kotor (1880. god):  689 od 2.949 - 23,4% 
Trogir (1880 god.): 1.960 od 3.129 - 62,6%     
Split (1880. god): 5.280 od 14.513 - 36,4%
Šibenik (1890. god.): 1.018 od 6.921 – 14,7%
Zadar (1910. god.): 9.318 od 14.056 – 66,3%
Navedeni su postoci kasnije znatno opali, osim u Zadru, koji je sve do Drugog svjetskog rata ostao posljednjim bastionom dalmatinskih Talijana.

## Habsburško doba
U drugoj polovici 19. stoljeća u dalmatinskim općinama - osim u Zadru - autonomisti postupno gube vlast, koja prelazi u ruke hrvatskih narodnjaka (Jelsa 1868., Šibenik 1873., Korčula 1875., Sinj 1876., Dubrovnik 1878., Trogir 1881., Split 1882., Vis 1886., Stari Grad na Hvaru 1887., Rab 1904. i Zlarin 1910.). Talijanske su osnovne i srednje škole kroatizirane, a u travnju 1909. dekretom bečke vlade talijanski je prestao biti internim službenim jezikom državnih ureda. Pohrvaćenje talijanskih škola popratili su brojni prosvjedi, kao npr. u Visu gdje je skupina građana uputila peticiju caru. Budući da su hrvatske vlasti Talijanima odlučno nijekale pravo na javne škole, u glavnim su dalmatinskim gradovima osnovane privatne škole kojima je, o vlastitom trošku, upravljala Lega nazionale. Sve se to događalo u užarenoj atmosferi u kojoj su hrvatsko-talijanski sukobi i incidenti bili dio svakidašnjice.

## Doba Kraljevine SHS
Rapalskim ugovorom (12. studenoga 1920.) i svršetkom talijanske okupacije Dalmacije, talijanska je manjina morala birati između iseljavanja i ostanka u Jugoslaviji (u slučaju ostanka, morali su birati između talijanskog i jugoslavenskog državljanstva). Novonastala je situacija kod njih stvorila strah i nelagodu. Početkom 1921. godine u gradu Korčuli i obližnjem Vrniku bilo je još uvijek oko tisuću Talijana, uglavnom malih obrtnika, klesara i tesara. Već u veljači 1921. 118 se obitelji (oko 354 osobe) prijavilo za odlazak s Korčule. 
Situaciju je komplicirala žestoka antislavenska kampanja fašista u Julijskoj krajini, koja se odrazila na odnos dalmatinskih Hrvata prema Talijanima. Tako je život za preostale Talijane ubrzo postao nepodnošljiv: uvrede, prijetnje i bojkoti bili su svakodnevna pojava. 
Krajem svibnja 1921. broj izbjeglica s korčulanskih otoka iznosio je najmanje 566 ljudi. Šibenska talijanska zajednica u nekoliko je dana s preko tisuću osoba svedena na oko 200 (od oko 400 obitelji oko 380 je iselilo). Procjenjuje se da je između 1919. i 1923. iz Splita otišlo 450 talijanskih obitelji (1700 osoba), iz Staroga Grada na Hvaru 30 obitelji (oko 115 osoba), iz Trogira 35 obitelji (preko 130 osoba), s Visa 37 obitelji (140 osoba), iz Hvara 80 obitelji (oko 300 osoba). Pedesetak obitelji (preko 200 osoba) napustilo je Brač, Sinj i Makarsku te neka druga mjesta. Da bismo razumjeli razmjere iseljavanja, dovoljno je spomenuti da je u šibenskoj talijanskoj školi u nekoliko mjeseci broj učenika opao sa 162 na 29.
Na dalmatinskoj je obali samo Zadar ostao pod talijanskom vlašću. U ostatku pokrajine započele su pak opcije, tj. zahtjevi za stjecanjem talijanskog državljanstva, kao što je bilo predviđeno Rapalskim ugovorom: do 3. veljače 1922. više od 900 obitelji prijavilo se splitskom konzulatu. 
Prema popisu koje je 1927. provelo talijansko ministarstvo vanjskih poslova, u Splitu je te godine bilo 3337 talijanskih državljana, u Krku 1062, u Dubrovniku 660, na Hvaru 509, u Boki kotorskoj 240, u Šibeniku 200, na Korčuli 180. Tim brojkama treba dodati Talijane koji su bili jugoslavenski državljani, ali za koje ne postoje službeni brojčani podaci. Ipak, procjenjuje se da je u Splitu takvih bilo između 2000 i 3000.
Odabir talijanskog državljanstva oslabio je talijansko nacionalno biće u Dalmaciji, budući da kao strani državljani nisu imali pravo sudjelovati u političkom životu zemlje niti se baviti određenim zanimanjima (nisu imali pristupa javnim službama niti su mogli biti odvjetnici, liječnici, inženjeri itd.).
Do 1930. većina je talijanskih zemljoposjednika prodala svoja zemljišta jugoslavenskim državljanima i napustila zemlju (u cijeloj je Dalmaciji prodano 14.013.326 m² zemlje).
Godine 1933. postojale su mješovite talijanske osnovne škole u Krku, Trogiru, Splitu, Šibeniku, Hvaru, Korčuli i Dubrovniku. Trogirska je škola imala 26 učenika, a ona u Korčuli četrdesetak. Školu u Hvaru pohađala su 34 đaka, u dubrovačkoj školi i vrtiću bilo je upisano oko 130 djece, a u krčkoj školi i vrtiću bilo je 1940. godine 210 djece. Tim je školama upravljala Lega Culturale Italiana (bivša Lega nazionale), a financirao ih je Rim. Pohađala su ih samo djeca onih građana koji su optirali za talijansko državljanstvo, jer su se beogradske i lokalne vlasti protivile upisivanju djece Talijana koji su bili jugoslavenski državljani.
Postojao je i čitav niz udruga talijanskog predznaka. U Skradinu je djelovala “Società del Casino” s 15 članova, u Trogiru “Gabinetto di Lettura” (čitaonica) s 32 člana, u Korčuli “Unione Italiana” s 41 članom, u Krku “Circolo italiano di cultura” sa sedamdesetak članova, a u Splitu, između ostalih, “Società operaia” (udruženje radnika), “Biblioteca popolare italiana”, “Società corale spalatina” itd. 
Na vjerskom planu, u Krku su Talijani raspolagali crkvom sv. Kvirina, u Splitu Crkvom sv. Duha, dok su u Šibeniku crkvene vlasti odbile dodijeliti sakralni prostor talijanskim katolicima.

## Poznate osobe
- Niccolò Tommaseo (Šibenik, 1802. – Firenca, 1874.), književnik, jezikoslovac i novinar
- Giulio Bajamonti (Split, 1744. – Split, 1800.), liječnik, skladatelj i enciklopedist
- Angelo Antonio Frari (Šibenik, 1780. - Venecija, 1865.), liječnik i povjesničar medicine
- Maria de Cattani (Split, 1789. – 1870.), botaničarka i zoologica
- Francesco Carrara (Split, 1812. - Venecija, 1854.), svećenik i arheolog
- Antonio Bajamonti (Split, 1822. – Split, 1891.), splitski gradonačelnik
- Luigi Frari (Šibenik, 1813. - Šibenik, 1898.), šibenski gradonačelnik, liječnik i kulturni djelatnik
- Pier Alessandro Paravia (Zadar, 1797. – Torino, 1857.), književnik, mecena i akademik
- Giuseppe Ferrari-Cupilli (Zadar, 1809. - Zadar, 1865.), književnik i kulturni povjesničar
- Francesco Salghetti-Drioli (Zadar, 1811. – Zadar, 1877.), akademski slikar
- Roberto de Visiani (Šibenik, 1800. - Padova, 1878.), botaničar
- Emilio Vecchietti (Split, 1830. – 1901.), graditelj i slikar
- Adolfo Mussafia (Split, 1835. – Firenca, 1905.), filolog, utemeljitelj romanistike na Sveučilištu u Beču
- Giovanni Maver (Korčula, 1891. – Rim, 1970.) filolog, utemeljitelj talijanske slavistike
- Luciano Morpurgo (Split, 1886. – Rim, 1971.), spisatelj, nakladnik i fotograf
- Lino Maupas (Split, 1866. – Parma, 1924.), rimokatolički prezbiter i franjevac, časni sluga Božji
- Roberto Ferruzzi (Šibenik, 1853. - Venecija, 1934.), slikar
- Luigi Bauch (Šibenik, 1873. – Firenca, 1945.), pjesnik i glazbenik
- Giuseppe Sabalich (Zadar, 1856. – Zadar, 1928.), pjesnik, povjesničar i kulturni djelatnik
- Ester Mazzoleni (Šibenik, 1883. – Palermo, 1982.), operna pjevačica
- Enzo Bettiza (Split, 1927. - Rim, 2017.), pisac, novinar i političar
- Ottavio Missoni (Dubrovnik, 1921 – Sumirago, 2013.), modni dizajner i sportaš
- Mila Schön (Maria Carmen Nutrizio) (Trogir, 1916. – Quargnento, 2008.), modna dizajnerica